# NGC 6303
NGC 6303 је елиптична галаксија у сазвежђу Змај која се налази на NGC листи објеката дубоког неба.
Деклинација објекта је + 68° 49' 40" а ректасцензија 17h 5m 2,8s. Привидна величина (магнитуда) објекта NGC 6303 износи 13,8 а фотографска магнитуда 14,8. NGC 6303 је још познат и под ознакама UGC 10711, MCG 12-16-17, CGCG 321-13, PGC 59573.